# Migeletok
A migeletok (spanyolul: miguelitos de La Roda) hagyományos spanyol sütemény, mely La Rodá (Kasztília-La Mancha) származik. Finom leveles tésztából és habart krémből készül, porcukorral megszórva. Az albacetei vásár idején ezrével adják el szokásosan kávéval, mézes törköllyel vagy almaborral.

## Külső hivatkozások
- albacity.org